# Moulin du Ruisseau-Michel

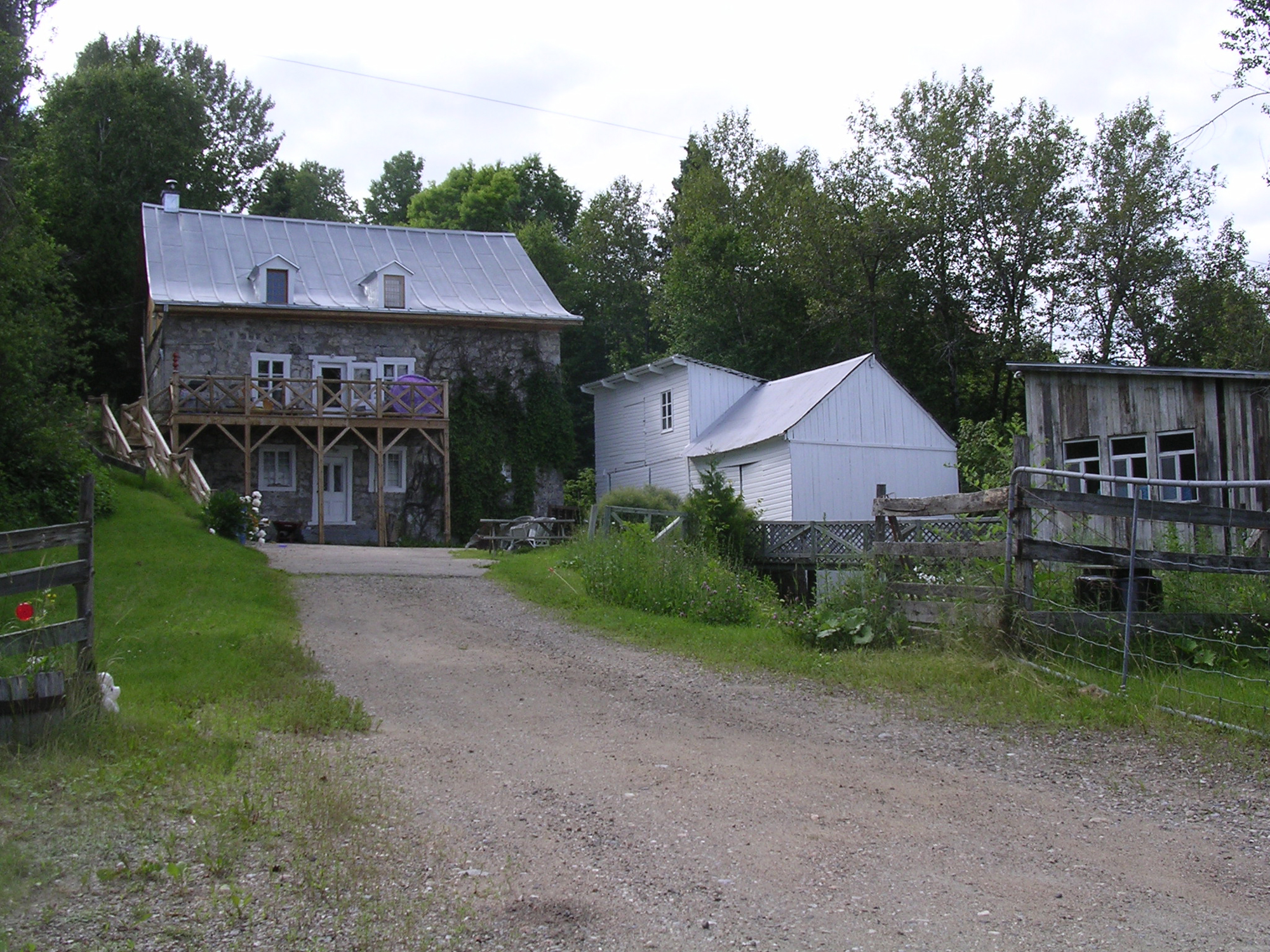
Moulin du Ruisseau-Michel à Baie-Saint-Paul, en 2009

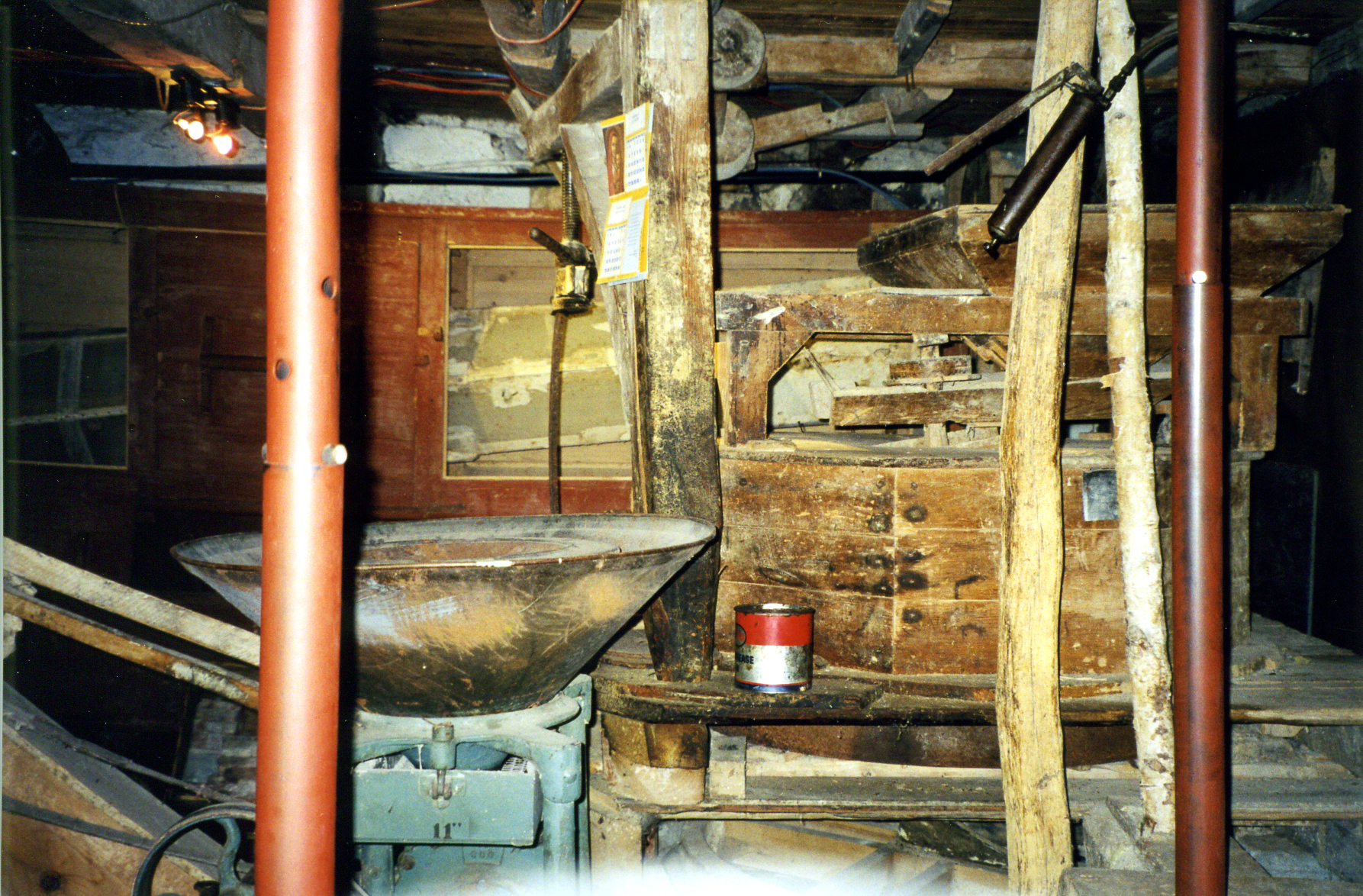
Moulange et bluteau du Moulin du Ruisseau-Michel à Baie-Saint-Paul, en 2001

Le Moulin à eau du Ruisseau Michel de Baie-Saint-Paul est l'un des derniers moulins à eau du Québec au Canada.

## Identification
- Nom du bâtiment : Moulin à eau du Ruisseau Michel de Baie-Saint-Paul
- Autre nom : Moulin à eau Boivin
- Adresse civique : 4, chemin du Vieux Moulin
- Municipalité : Baie-Saint-Paul
- Propriété : Privée

## Construction
- Date de construction : vers 1830
- Nom du constructeur :
- Nom du propriétaire initial :

## Chronologie
- Évolution du bâtiment :
- Autres occupants ou propriétaires marquants :
  - 19... : Jean-François Racine et Suzy Levesque, parc anthropologique familial Les

Jardins secrets du Vieux-Moulin.
- Transformations majeures :
  - 2000 : Leur moulin a été victime de la foudre en 2000 qui a détruit complètement un mur de pierres.

## Architecture
Occupant,Propriétaire: Suzy Levesque et Jean-Francois racine. Les noms ont été interchangés dans le texte section architecture

## Mise en valeur
- Constat de mise en valeur :
- Site d'origine : Oui
- Constat sommaire d'intégrité :
- Responsable :

## Note
Le plan de cet article a été tiré du Grand répertoire du patrimoine bâti de Montréal et de l'Inventaire des lieux de mémoire de la Nouvelle-France.